# Britomartis

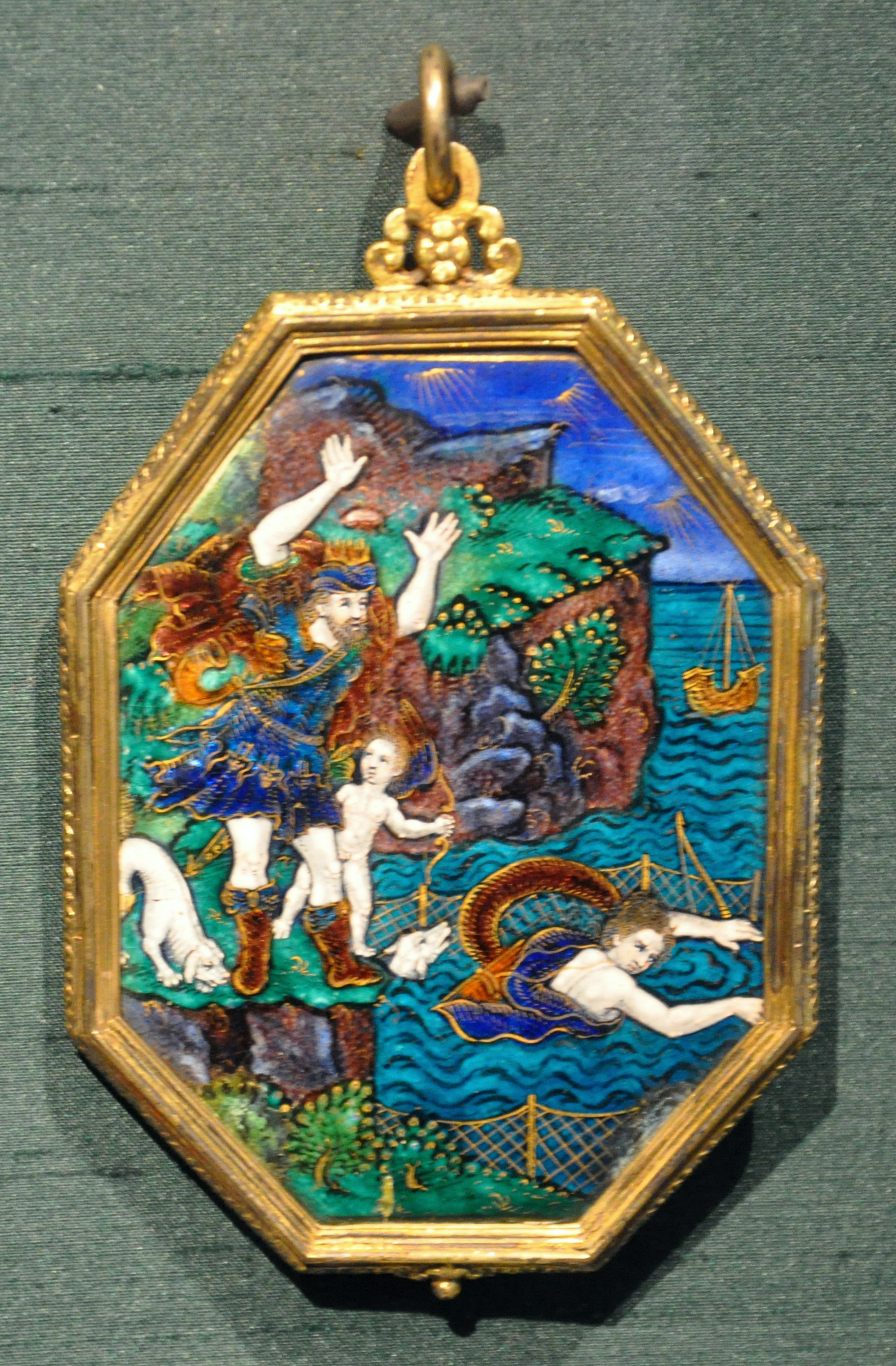
Minos und Britomartis. Limoges um 1600

Die Nymphe Britomartis (altgriechisch Βριτόμαρτις Britómartis, deutsch ‚süße Jungfrau‘) ist eine Figur der griechischen Mythologie. Sie war eine Tochter des Zeus und der Karme (Tochter des Eubuleus) auf der Insel Kreta. Manchmal wurde sie auch Diktynna oder Aphaia genannt.

## Mythologie und Geschichte
König Minos – ebenfalls ein Kind des Zeus – verliebte sich in sie und verfolgte das wilde Mädchen neun Monate lang durch die Berge Kretas. Als er sie auf einem steilen Felsen des Dikti-Gebirges fast ergreifen konnte, blieb ihr Kleid an einem Myrtenzweig hängen; sie rettete sich durch einen Sprung ins Meer und landete in den Netzen von Fischern, die sie in Sicherheit brachten. Ihr Name „Diktynna“ erinnert an δίκτυον díktyon, deutsch ‚Netz‘. Artemis erhob sie später in den Rang einer Göttin; Diktynna diente ihr und schützte Gebirge, Küsten, Netze und Häfen. Die Bezeichnung Diktynna („garnstellende Jägerin“) war jedoch auch ein „Beiwort der Artemis“ selbst.
Neben Fischernetzen wird der Name bei Diodor auf Jagdnetze zurückgeführt, bei Strabon auf den kretischen Berg Dikti. In der modernen Forschung sind alle diese Herleitungen stark umstritten.
Nach einer anderen Überlieferung kam sie im Boot eines Fischers namens Andromedes auf die Insel Aigina. Sie versteckte sich vor seinen Nachstellungen im Wald eines Berges, auf dem heute ihr Heiligtum steht. Dort wurde sie in mykenischer Zeit als Aphaia verehrt (ἀφανής aphanḗs, deutsch ‚versteckt, unsichtbar‘).
Auf Aigina wurde ein Tempel später der Athena Aphaia gewidmet. Es stand auch ein anderer ihrer Tempel in einem Vorort von Athen.
Auf Siegeln und Ringen im alten Griechenland wurde Britomartis mit Ungeheuern dargestellt. Sie trug eine Zweihandaxt und wurde von wilden Tieren begleitet.
Die meisten Gelehrten denken, dass Britomartis eigentlich eine minoische Gottheit war, und die Trennung der zwei Figuren Aphaia in Aigina bzw. Diktynna in Westkreta später geschah.
Als Diktynna brachte man sie auch mit dem Berg Dikti in Zusammenhang, einem der überlieferten Geburtsorte des Zeus. Obwohl ihre Tempel auch in Athen, Sparta und Las standen, war sie zuerst eine lokale Gottheit, die nur in Westkreta bedeutend war, zum Beispiel in Lisos oder – an der nördlichen Küste – in Kydonia. Nach der Mythologie wurden ihre Tempel von teuflischen Hunden geschützt, die stärker waren als Bären.

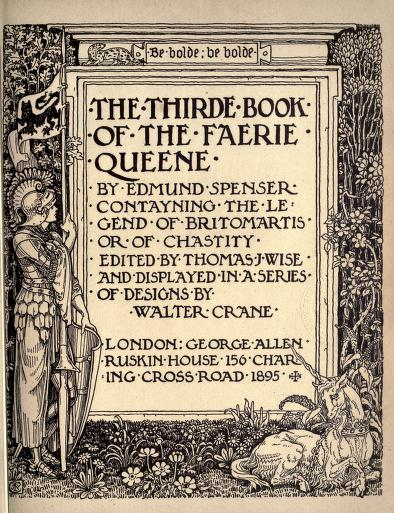
Frontispiz des dritten Buchs Legende von Britomart oder der Keuschheit von Edmund Spenser: The Faerie Queene. Buchschmuck von Walter Crane. London 1895.

## Literarische Adaption
Britomart ist eine Figur in Edmund Spensers Versepos The Faerie Queene, eine jungfräuliche Ritterin, die die Keuschheit symbolisiert. Sie stellt auch militärische Macht als Tugend Englands dar: Ihr Name kann als Wortspiel, als Zusammensetzung von Brit(ain), Britannien, und Mars, dem römischen Kriegsgott, verstanden werden. Spenser widmet ihr in seinem Versepos ein ganzes Buch (Buch III). Zu der weit gespannten Geschichte, in die er sie verwickelt, gehören auch immer wieder kompromittierende homoerotische Situationen, in die die Heldin gerät.
Northrop Frye und andere sehen sie als Symbol für die damalige englische Königin Elisabeth I. mit dem Unterschied, dass Britomart als legendäre Vorfahrin Elizabeths nicht ihr ganzes Leben Jungfrau bleiben kann, sondern sich der Liebe zu einem Mann öffnen muss, um Mutter zu werden.
Camille Paglia nennt Spensers Britomart in ihrem Essay „The Faerie Queene – Spenser und Apollon“ eine der sexuell komplexesten Frauengestalten in der Literatur ... ein blendender apollinischer Androgyn mit der Figur eines Knaben. Aber sie, die eine männliche Hauptperson nach der anderen verhaut … entsagt dem Athletischen und Kämpferischen zugunsten der Mutterschaft. Diese Idealisierung von starken, freien Frauengestalten sei typisch für die englische Renaissance, während die Frauen beispielsweise in der Kunst der italienischen Renaissance eine untergeordnete, ausdrucklose Rolle zu spielen hatten.